# Blasted Mechanism
Blasted Mechanism são uma banda portuguesa de rock alternativo, composta pelos membros Valdjiu (bambuleco, calachacra, guitarras), Ary (baixo), Guitshu (voz, teclados), Fred Stone (bateria), Riic Wolf (voz), e Winga (percussões) que regressou à banda em maio de 2025 após a sua participação especial nos concertos de celebração dos 30 anos de carreira da banda, de onde esteve ausente desde 2018. Embora centrada no rock, a sua música recorre a vários elementos electrónicos.

## Biografia
Os Blasted Mechanism nasceram em 1995, por ideia de Valdjiu e Karkov, como uma banda diferente no espectro musical português. Auto-definem-se como um projecto artístico de música tocada por seres de outro mundo. Sobressaem-se do panorama musical pela sua imagem forte extravagante e por uma música caracterizada pela fusão de músicas do mundo, incorporando elementos tradicionais de vários países do mundo, como por exemplo, na música We do álbum "Sound in Light", onde é possível ouvir guitarra portuguesa tocada por António Chainho, com música rock electrónica. São conhecidos também por inventarem e construírem alguns dos instrumentos que utilizam como a calachacra e o Bambuleco, os quais vão buscar alguma inspiração à cultura oriental.

## Percurso musical
Em 2003, pela primeira vez na história da MTV, os artistas portugueses tiveram direito a uma categoria exclusivamente dedicada ao reconhecimento internacional do seu trabalho, de nome “Best Portuguese Act”, como parte dos MTV Europe Music Awards. Os Blasted Mechanism foram uma das cinco bandas portuguesas nomeadas para o prémio, que acabou por ser arrecadado pelos Blind Zero.
Em 2005 voltam a ser nomeados para o prémio Best Portuguese Act nos MTV Europe Music Awards. Os The Gift levam o prémio para casa.
Em 2006 são galardoados com o Globo de Ouro, pela SIC, como melhor banda portuguesa.
A 19 de Março de 2007 surge a quinta geração da banda e o lançamento do quarto álbum de originais. Unite The Tribes são as palavras de ordem neste novo trabalho, intitulado Sound in Light com um formato inovador em Portugal. Este álbum foi produzido por Ary, baixista da banda, no estúdio da Label Toolateman, e gravado e misturado por Db e Ary no estúdio Praça das Flores e foi lançado no formato CD multimédia, o qual contém uma hiperligação onde é possível fazer download de um outro álbum, este em formato digital MP3, com 10 faixas, intitulado Light in Sound.
Neste novo trabalho a banda contou com a participação de vários convidados especiais, nacionais e internacionais, como António Chaínho, Rão Kyao, Dani Macaco (ES), Transglobal Underground (UK), Nidi D'arac (IT), Gaia Beat (PT) e a Kumpania Algazarra.
A 1 de Novembro de 2007 são nomeados pela terceira vez para os prémios MTV Europe Music Awards na categoria "Best Portuguese Act", mas perdem o prémio para a banda Da Weasel.

### A atualidade
A 6 de Fevereiro de 2008 a banda anunciou através de uma newsletter que Karkov, o vocalista até então, abandonou os Blasted Mechanism "declarando que já não tem energia para dar ao projecto". Mais tarde, Valdjiu explicou no fórum oficial da banda que "O Rui deixou o Karkov" acabando desta forma com a especulação que se levantou entre os fãs da banda sobre a real razão do abandono.
A banda anunciou também nesta mesma newsletter que já se encontrava a trabalhar num novo álbum com data de lançamento apontada para o início de 2009 e que estava a terminar um novo single já com a participação de novo vocalista.
A tourneé Sound In Light foi retomada e a banda começou a apresentar ao público nos seus concertos, um novo single chamado "Destiny, play and see". O single passou a estar disponível em formato digital no site da banda no Myspace, de forma gratuita, não sendo lançado em suporte físico.
A banda apresentou o seu último álbum, Mind At Large num espectáculo realizado no dia 8 de Abril, na Lagoa das Sete Cidades, São Miguel, Açores. Para este concerto a banda lançou um passatempo, onde os 160 fãs vencedores iriam num avião a que chamaram "Blasted Fan Plane". Foi também apresentado pela primeira vez a tecnologia da realidade aumentada aplicada nas capas do álbum, que, quem comprar pode interagir com as personagens e misturar sons do single "Start to Move".
O álbum Mind at Large contou com a presença de Marcelo D2 e com a voz do falecido filósofo Agostinho Da Silva, no single "Start to move" e também na música "Liberdade e Destino". "
Em Dezembro de 2018 editam o single Poison, retirado do novo álbum ao vivo New Militia (Live at NOS Alive'18).

## Membros

### Actuais
- Guitshu: voz e teclados
- Valdjiu: bambuleco, calachacra, Banjo-bandola, guitarras
- Ary: baixo
- Fred Stone: bateria
- Riic Wolf: voz
- Winga: percussões e didgeridoo

## Discografia

### Álbuns
- Plasma (1999)
- Mix 00 (2000)
- Namaste (2003)
- Avatara (2005)
- Sound in Light (2007)
- Mind At Large (2009)
- Blasted Generation (2012)[1][2]
- Egotronic (2015)
- New Militia (Live at NOS Alive'18)

### Singles
- SinglMix 00 (2000)
- SingleMix 01 (2001)
- Single Promocional Namaste (2003)
- Single Promocional Blasted Empire' (2005)
- Single Promocional Tribos Unidas (2007)
- Single apresentação novo vocalista Ghitsu " Destiny? Play and see" (2008)
- Start To Move (2009)
- Grab a Song (2009)
- Poison (Live at NOS Alive'18) (2018)

### EPs
- Blasted Mechanism EP (1996)
- Balayashi (1998)

## Videografia
- DVD Blasted Mechanism 1996-2004 (2004)
- Poison (Live at NOS Alive'18) (2018)